# Willem van den Hove

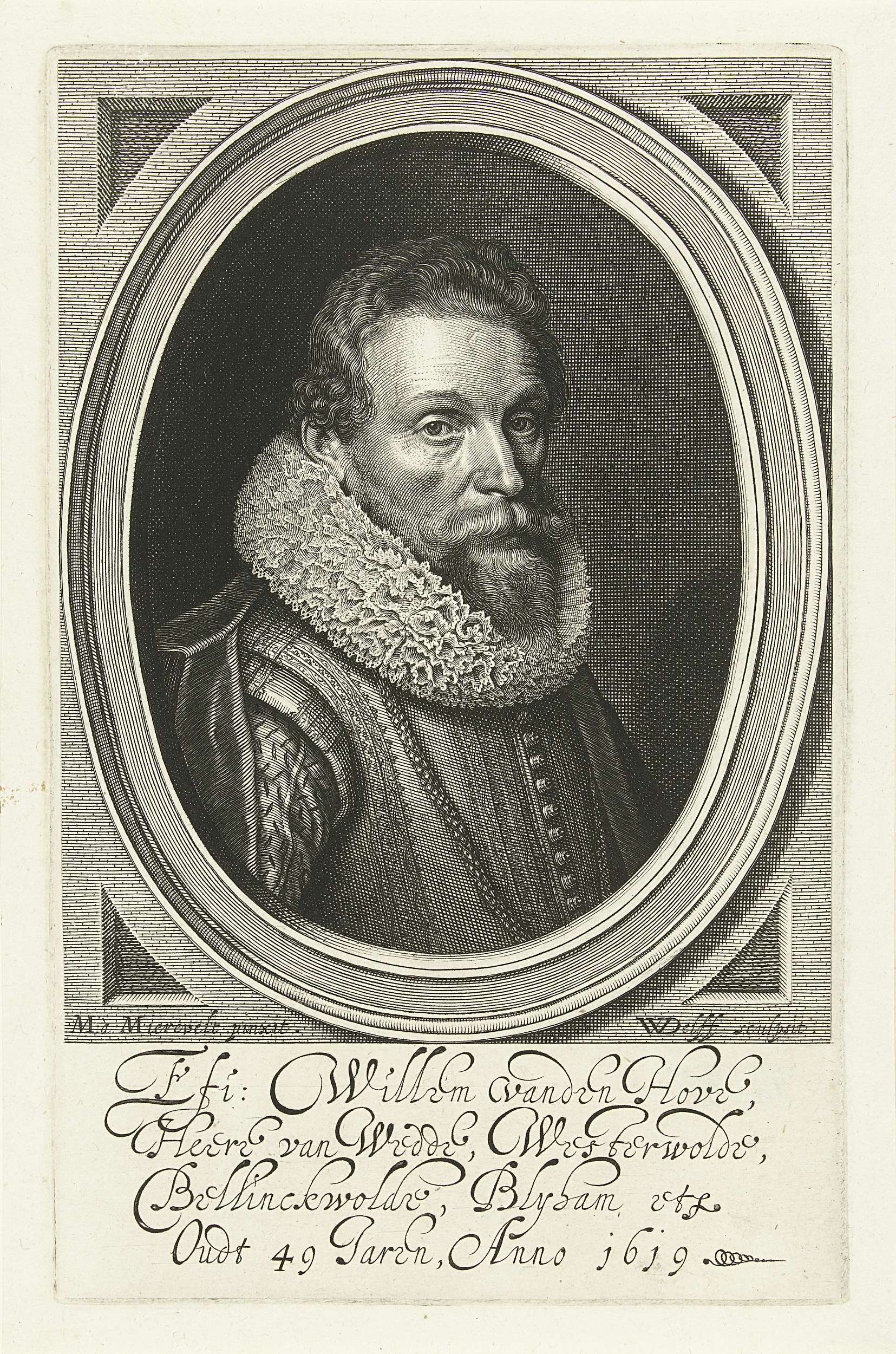
Willem van den Hove

Willem van den Hove (getauft am 10. August 1568 in Amsterdam; begraben am 7. Dezember 1647 in Alkmaar) war ein niederländischer Kaufmann.

## Wirken in den Niederlanden
Van den Hove hatte einen Stiefvater, der Handelsbeziehungen nach Spanien unterhielt und ihn höchstwahrscheinlich mit dem Kaufmannsgewerbe vertraut mache. 1591 hatten sie gemeinsam Anteile an einer Schiffsladung. Anschließend arbeitete van den Hove auf eigene Rechnung. Er verfügte über Geschäftskontakte nach Spanien, in das westliche Mittelmeer sowie Brasilien. Als moderner Niederländer beteiligte er sich an seinerzeit neuen Fahrten in das Mittelmeer. Darüber hinaus tätigte er Assekuranzgeschäfte.
Wenige Jahre später beendete van den Hove den Überseehandel und beteiligte sich nun im Deichbau. Da die Niederlande neues Land benötigten und viel Geld vorhanden war, verfolgte man derartige Vorhaben mit besonderer Energie. Van den Hove war einer der größten Grundbesitzer von Zijpe. Als Deichgeschworener („heemraad“) und vermutlich auch Mühlenmeister beteiligte er sich an der Selbstverwaltung des Niederungsgebietes. Vermutlich 1607 zog er nach Alkmaar, wo er 1608 das Bürgerrecht erwarb.
1603 nahm van de Hove gemeinsam mit weiteren Einwohnern aus Amsterdam und Alkmaar an der Eindeichung des Schoonorter Polders unter der Leitung von Johann Clausen Rollwagen teil. 1610 beteiligte er sich an der Eindeichung von Wieringerwaard, danach an der des Jonkvrouwenpolders und des Mauritspolders im niederländischen Bereich Flanderns. 1617 kaufte er die Herrschaft Westerwolde, zu der das Schloss Wedde gehörte. Für das angrenzende Vorland Richtung Dollart hatte Kaiser Karl V. 1538 einen Lehensbrief erstellt, demgemäß der Besitz des Landes als an die Herrschaft gebundenes Hoheitsrecht darstellte. Van de Hove hoffte offensichtlich darauf, das Land gewinnbringend eindeichen zu können, hatte jedoch das Nachsehen gegen die Bewohner von Bellingwolde und Blijham. Diese besaßen als Anrainer ein älteres Recht, dem zufolge ihnen das Land gehörte.
Van den Hove war wohl zu ehrgeizig und wenig solide vorgegangen. Im Juni 1619 verkaufte er die Anwesen wieder, bezeichnete sich aber auch danach noch als „Heer van Wedde, Westerwoldingerland, Bellingwolde en Blijham“. Er hatte bereits kurz nach dem Erwerb fällige Zahlungen nicht leisten können. Der Verkauf des Großteils seiner weiteren Ländereien bewahrte ihn vor dem Bankrott.

## Wirken in Schleswig-Holstein
Van den Hove wurde möglicherweise durch Johann Clausen Rollwagen auf Herzog Friedrich III. von Schleswig-Holstein-Gottorf und dessen wirtschaftspolitische Ziele hingewiesen. Der Herzog lud ihn nach Tönning ein, das er im Dezember 1619 erreichte. Er erarbeitete die Pläne mit, nach denen 1621 Friedrichstadt entstand. Nicht sicher belegt ist, wer die Idee hatte, 1619 bei der Synode von Dordrecht die aus den Niederlanden verbannten Remonstranten an der Westküste Schleswig-Holsteins anzusiedeln. Die Pläne könnten von van den Hove stammen, der in Alkmaar Partei für Johan van Oldenbarnevelt ergriffen hatte oder dem ehemaligen Ratspensionaris Johan de Haen, der Tönning bereits vor van den Hove erreicht hatte. Van den Hove hatte sich vor der Reise nach Tönning in Antwerpen aufgehalten, wo er mit den Führungspersonen der Remonstrantischen Bruderschaft Verhandlungen aufgenommen hatte.
Während der Gründungszeit von Friedrichstadt genoss van den Hove das Vertrauen des Herzogs und erreichte eine herausgehobene Position. So durfte einer seiner Söhne im September 1621 den ersten Grundstein der Stadt legen. Van den Hove bemühte sich insbesondere darum, Kaufleute aus den Niederlanden für einen Zuzug zu gewinnen. Darüber hinaus verhandelte er mit der Regierung Spaniens über den Seehandel. Als 1623 eine erste Verwaltungsorganisation entstand, bekam nicht van den Hove, sondern Adolph von Waell den Posten des herzoglichen Statthalters. Einziger Grund hierfür war offensichtlich, dass dieser Adliger war und somit über den höchsten sozialen Rang verfügte. Van den Hove arbeitete stattdessen bis zur ersten Ratsverfassung 1631 als einer von sechs Assessoren (Ratmänner). Vermutlich engagierte er sich 1623 für Mennoniten, die in die Stadt ziehen wollten und in Eiderstedt nicht mehr vertrieben werden sollten.
Van den Hove gründete früh eigennützige Unternehmen, für die er Privilegien des Herzogs bekam. 1620 verfügte er über eine Ziegelei, die Steine für den Bau der Kirche produzierte. Darüber hinaus hatte er einen Kalkofen, mit dem er Mörtel fertigte. 1621 durfte er eine Salzsiederei einrichten. Im Folgejahr erging ein Mandat, das den Import von Salzen aus Lüneburg untersagte, was van den Hove zusätzliche Sicherheit verschaffte. Darüber hinaus beteiligte er sich offensichtlich an mehreren Schiffen, die nach Übersee fuhren.
1627 bekam er die Erlaubnis, eine Kompagnie für den Fang von Heringen zu eröffnen. Ob er diese tatsächlich nutzte, ist nicht dokumentiert.
Den größten Profit dürfte sich van den Hove aus dem Salzhandel mit Spanien erhofft haben. Der Herzog gab ihm 1628 ein Privileg für die Gründung einer entsprechenden Kompagnie. Dieses ging zurück auf erste Verträge mit dem spanischen Statthalter in Brüssel. Van den Howe hatte jedoch keinen Erfolg, auch, da Schiffe aus Friedrichstadt vertragsgemäß nicht in England und den Niederlanden anladen durften. Van den Hove und der Herzog scheiterten mit ihrem Vorhaben, aus Friedrichstadt eine Handelsstadt zu machen. Sie fanden in direkter Nähe keine Abnehmer der Waren und hatten zu wenig Kapital zur Verfügung. 1635 ging van den Hove insolvent.
Im Jahr nach der Burchardiflut schickten 1635 die Bevollmächtigten und Eingesessenen von Alt-Nordstrand van den Howe in die Niederlande. Hier sollte er interessierte Personen ansprechen, die das stark zerstörte Gebiet neu eindeichen sollten. Seine Bemühungen blieben offensichtlich erfolglos. 1637 schlug van den Hove vor, auf Pellworm eine Salzsiederei zu eröffnen, die nach einem von ihm erfundenen Verfahren Salz gewinnen sollte. Auch diesen Plan konnte er nicht realisieren. Nicht dokumentiert ist, wann er zurück nach Alkmaar zog. 1645 stellte er bei den Generalstaaten einen Antrag, sein Verfahren zur Salzgewinnung zu schützen. In den letzten Lebensjahren unterstützten ihn offensichtlich Verwandte.

## Familie
Willem van den Hove heiratete 1602 Magdalena van der Dussen (geboren 1592; begraben am 25. März 1653 in Alkmaar). Ihr Vater Jacob Huyghensz. van der Dussen († 1622) war ein Bürgermeister von Delft und verheiratet mit Geetrudia Willemsd., geborene van Heemskerck.